# Pobudliwość seksualna
Zasugerowano, aby zintegrować ten artykuł z artykułem pobudzenie seksualne. Nie opisano powodu propozycji integracji.
Pobudliwość seksualna – termin ten ma dwa znaczenia:
1. Pobudliwość seksualna mierzona w kategoriach reakcji organizmu na wpływy otoczenia, a zwłaszcza interindywidualne, oznacza stopień podatności na reagowanie podnieceniem, gotowości do tego i łatwości powstawania podniecenia seksualnego pod wpływem bodźca działającego z zewnątrz. W bardziej ogólnym ujęciu[1] - jest to wrażliwość na różne bodźce seksualne, zarówno w sferze fizycznej, jak i psychicznej.
2. Pobudliwość seksualna mierzona w kategoriach intraindywidualnych oznacza szybkość przebiegu reakcji seksualnych, tj. szybkość osiągania orgazmu od momentu zapoczątkowania podniecenia seksualnego.

Odróżnienie pojęcia potencji seksualnej od pojęcia pobudliwości seksualnej opiera się na tym, że potencja seksualna oznacza zdolności do reakcji seksualnych w ogóle, natomiast pobudliwość seksualna oznacza raczej zdolność do reakcji seksualnej pod wpływem działania bodźców zewnętrznych; w tym sensie pobudliwość seksualna byłaby raczej większą podatnością na reakcję seksualną pod wpływem działania określonych bodźców niż zdolnością do reakcji seksualnych w ogóle.
Na pobudliwość seksualną mogą wpływać środki psychotropowe, jak afrodyzjaki (dodatnio) i anafrodyzjaki (ujemnie).